# Адмиралтейский мост (Колпино)
Адмиралте́йский мост — автодорожный железобетонный балочный мост через Советский канал в городе Колпино (Колпинский район Санкт-Петербурга).

## Расположение
Расположен в створе Адмиралтейской улицы и бульвара Свободы.
Рядом с мостом располагается Городской сад.
Ниже по течению находится Вознесенский мост.

## Название
С 1850-х до 1880-х годов мост назывался Госпитальным, по находившемуся рядом госпиталю. В 1882 году, после переименования расположенной рядом 1-й Чухонской улицы в Адмиралтейскую, мост также получил название Адмиралтейский. В советское время мост не имел названия. Современное название мост получил 3 июля 2012 года, по прежнему названию улицы Володарского — Адмиралтейская (название улицы восстановлено в 2017 году).

## История
В 1809 году под наблюдением архитектора Д. Макли у истока канала был построен деревянный мост с каменными береговыми устоями. В 1865 году он перестроен под наблюдением инженера Павлова. В 1928 году очередной ремонт моста был произведен артелью «Промтехстрой». В 1950-х годах мост был перестроен в пятипролётный металлический, балочно-разрезной системы. Пролётные строения состояли из стальных двутавровых балок постоянной высоты, объединённых поперечными балками. Сверху балок была устроена монолитная железобетонная плита. Устои были деревянные, двухрядные.
Существующий железобетонный мост был построен в период с июля 1972 года по ноябрь 1973 года по проекту инженера института «Ленгипроинжпроект» В. Е. Эдуардова. Строительство осуществляло СУ-2 треста «Ленмостострой» (начальник участка О. В. Рихтер).

## Конструкция
Мост однопролётный железобетонный двухконсольной балочной системы с шарниром в середине пролёта. Пролётное строение состоит из сборных железобетонных балок заводского изготовления, заделанных в монолитные железобетонные устои. Балки двутаврового сечения с криволинейным очертанием нижнего пояса, по верху объединены железобетонной плитой проезжей части. Основание устоев — свайное, из деревянных свай. Общая ширина моста составляет 20 м, длина моста — 50,4 м.
Мост предназначен для движения автотранспорта и пешеходов. Проезжая часть моста включает в себя 2 полосы для движения автотранспорта. Покрытие проезжей части и тротуаров — асфальтобетон. Тротуары на мосту устроены в повышенном уровне, ограждения тротуаров от проезжей части отсутствуют. Перильное ограждение на мосту из чугунных литых секций простого рисунка, завершается на устоях гранитными тумбами. С низовой стороны моста на правом берегу канала устроен гранитный лестничный спуск.